# Dampierre-en-Yvelines
Dampierre-en-Yvelines /dɑ̃pjɛʀɑ̃nivˈlin/ è un comune francese di 1 147 abitanti situato nel dipartimento degli Yvelines nella regione dell'Île-de-France.

## Monumenti e luoghi d'interesse
- Castello di Dampierre, grande opera della fine del XVII secolo dell'architetto Jules Hardouin Mansart. Il parco fu disegnato da André Le Nôtre.

## Società

### Evoluzione demografica
Abitanti censiti